# Agnara gallagheri
Agnara gallagheri är en kräftdjursart som först beskrevs av Franco Ferrara och Stefano Taiti 1988.  Agnara gallagheri ingår i släktet Agnara och familjen Agnaridae. Inga underarter finns listade i Catalogue of Life.